# 張邦俊
張邦俊（16世紀—17世紀），字儲宅，號襟黄，陕西西安府韓城县人，明朝政治人物。进士出身。

## 生平
十月二十九日生，治書经。萬曆十年（1582年）壬午科陝西鄉試第四十九名举人，二十三年（1595年），登乙未科會試第二百五十七名，廷試三甲第八十九名進士。出邹泗山先生之门，吏部觀政，本年八月初任四川安县知县，二十四年丁母憂，二十七年補任河南仪封县知县。三十五年八月行取户部主事，三十六年八月授南京河南道御史，巡按直隶，四十年三月巡视南京京营。四十一年八月升河南副使、提督学政，四十五年十二月調湖广副使、郴桂兵备，天啓元年二月升云南布政司右参政。御史时，抗言起废，弃广用贤，请太子出阁讲学。又疏请增浙闽秦齐解额，四省各得五人；增会试额，天下得五十人，定为例。议应从祀者一人，应補谥者十四人。劾税璫梁永、高淮，救直臣王邦才等，俱载国史。

## 家族
曾祖张體，寿官。祖张孟宪，父张世重，封文林郎。母陈氏，封孺人。慈侍下。兄邦静、邦敬（同知）。娶劉氏，继娶孫氏。子会昌、逢昌、泰昌、運昌、祚昌、贺昌、胤昌、履昌。